# Sphaerosporella hinnulea
Sphaerosporella hinnulea är en svampart som först beskrevs av Berk. & Broome, och fick sitt nu gällande namn av Rifai 1968. Sphaerosporella hinnulea ingår i släktet Sphaerosporella och familjen Pyronemataceae.   Inga underarter finns listade i Catalogue of Life.